# SH-03M
キッズケータイ SH-03M（エスエイチ ゼロサン エム）はシャープが開発したNTTドコモの第3.9世代移動通信システム（Xi）と第3世代移動通信システム（FOMA）のデュアルモード端末。ドコモ キッズ・ジュニアシリーズの一つである。

## 概要
キッズケータイの第7弾として発売されたF-03J（富士通コネクテッドテクノロジーズ(現:FCNT)製）の後継機種で、キッズケータイでは約2年10ヶ月ぶりの新機種となる。シャープでは、以前、ドコモ キッズ・ジュニアシリーズのスマートフォンモデルとして「スマートフォン for ジュニア」が2代にわたり発売されていたが、キッズケータイでは初となる。

## 特徴・機能
F-03J同様にストラップ式の防犯ブザーを搭載し、通話発信やSMS送信は登録した連絡先のみに制限、Bluetoothを搭載し、スマートフォンとの連携にも対応しているが、使用アプリが「キッズつながリンク」となり、F-03J用アプリ「親子のきずな」同様に「おかえり通知」、「みまもりアラート」、設定・編集機能に加え、スマートフォンに入っている待受画像を本端末へ転送して待受画面として設定可能な画像送信機能が追加された。
防水（IPX5/IPX8）・防塵（IP6X）性能を備えているほか、国内メーカー製の泡タイプハンドソープを使用しての洗浄が可能となった。また、アメリカ国防総省の納品用規格であるMIL規格（MIL-STD-810G）に準拠した耐衝撃性能を持ち、画面にはアクリル素材を採用、ボディはキズが目立ちにくい設計となっている。
ディスプレイは3.4インチ・Quarter HDに大画面化・高解像度化され、正面下部にあったボタン類がすべて無くなってタッチパネル式となり、スマートフォンに近い形状となった。また、成長に合わせて機能が変化するようになり、漢字変換機能では小学校学習指導要領の別表である「学年別漢字配当表」に準拠して学年が進むごとに変換候補が増え、めざまし・連絡先・予定（スケジュール）は設定変更により本端末での利用が可能となった。
このほか、キッズケータイで初のXi及びVoLTE（次世代通話用コーデックであるEVS-WBを含む）に対応し、所持者の帰宅を通知する｢おかえり通知｣の動作用として無線LANが新たに搭載された。
この端末は、GoogleのオープンソースのOS「Android」を使用しているため、ギャラリーやandroid system webviewといったAndroidのアプリケーションがプリインストールされている。それらのアプリケーションは、Googleが提供する「ADB」で起動できる。しかし、子供向け端末なので、Google Playなどの主要アプリケーションは省かれている。

## 歴史
- 2019年10月11日 - 2019-2020年冬春モデルの1機種として開発を発表[4]。
- 2020年
  - 1月8日 - 発売日を発表[5]。
  - 1月17日 - 発売。

## アップデート
最新のアップデートを実行すると、過去に行われた品質改善（不具合改善）に関するアップデートがすべて適用される。
2020年2月18日のアップデート
- 品質改善が実施される
- ビルド番号が00WW_1_350から00WW_1_380に変更される

2020年5月28日のアップデート
- 画面ロックに関する不具合（まれに解除ができない場合がある）が改善される
- イマドコサーチに関する不具合（まれに検索失敗する場合がある）が改善される
- ビルド番号が00WW_1_380から00WW_1_390に変更される

2020年8月4日のアップデート
- 「キッズつながリンク」に関する不具合（画像データの受信失敗時に通知が表示されない場合がある）が改善される
- ビルド番号が00WW_1_390から00WW_1_400に変更される

2020年11月30日のアップデート
- 災害用伝言ダイヤルが画面のタップ操作のみで利用可能となる
- 連絡先登録外の番号への発信が可能となる（保護者メニューで設定変更が必要）
- めざまし音源が追加され、通知画面などのボタンデザインが変更される
- メッセージアプリに関する不具合（スレッド画面が開けなくなる場合がある）が改善される
- ビルド番号が00WW_1_400から00WW_2_110に変更される

2021年1月13日のアップデート
- 品質改善が行われる
- ビルド番号が00WW_2_110から00WW_2_130に変更される

2021年4月19日のアップデート
- 画面ロックに関する不具合（まれに解除できない場合がある）が改善される
- ビルド番号が00WW_2_130から00WW_2_140に変更される

2021年9月18日のアップデート
- 品質改善が行われる
- ビルド番号が00WW_2_140から00WW_2_170に変更される

2021年12月16日のアップデート
- 品質改善が行われる
- ビルド番号が00WW_2_170から00WW_2_180に変更される

2022年5月23日のアップデート
- イマドコサーチの「移動みまもり検知」時の測位精度が向上される
- ビルド番号が00WW_2_180から00WW_2_190に変更される